# Nader Chah
Pour les articles homonymes, voir Nadir.
Nader Chah, aussi transcrit Nâdir Cheh (en persan : نادرشاه / Nâder-Šâh), de son vrai nom Nader Khan Qirqlu Afchar (en persan : نادر خان افشار), né le 22 octobre 1688 en Iran et mort le 19 juin 1747, est chahanchah d'Iran et fondateur de la dynastie des Afcharides. Il règne de 1736 jusqu'à sa mort. Il est surtout connu pour ses conquêtes. On le surnommera plus tard « le Napoléon de Perse ».

## Ascension
Il naît dans la région de Dastgerd (en) de la province du Khorassan dans l'empire Séfévide, au nord-est de l'Iran actuel. Son père, Emam Qouli Beg Afchar, un berger, meurt alors que Nâdir est encore enfant. Nâdir et sa mère sont ensuite pris comme esclaves par les Ouzbeks, mais Nâdir parvient à s'échapper. Il rejoint une bande de voleurs dont il devient le chef en 1717.[réf. nécessaire]
La langue maternelle de Nadir était un dialecte turcique oghouze dit « turc d'Azerbaïdjan ». Bien qu'il ait appris plus tard le persan, il a toujours préféré utiliser le turc azerbaïdjanais dans le discours quotidien.
En 1719, Mahmoud Ghilzai de la tribu pachtoune Hotaki fait le siège d'Ispahan et prend le pouvoir en Perse. Avec cinq mille hommes, Nâdir soutient Tahmasp II, un Séfévide, dans sa guerre contre le Pachtoune Mahmoud Hotaki. C'est en se mettant au service de Tahmasp qu'il prend le nom Nader Qoli Beig. Plus tard, Nâdir destitue Tahmasp II, place le fils de celui-ci, Abbas III, encore enfant, sur le trône, et se déclare régent en 1732.
Nâdir défait les Pachtounes à la bataille de Damghan en 1729, qui occupaient la partie orientale du Khorassan depuis 1722.
En 1733, il remporte la bataille de (en) Kirkouk contre le grand vizir ottoman Topal Osman Pacha, victoire décisive dans la guerre ottomano-persane de 1730-1735.
Par le traité de Rasht (en) (1732) et le traité de Ganja (1735), il assure la sécurité de ses frontières avec la Russie et détourne les ambitions des Russes vers l'Empire ottoman.
Il monte sur le trône de Perse en 1736, prenant le titre de Nader Chah.

## Apogée et fin
En 1738, il conquiert Kandahar et Kaboul en Afghanistan, puis continue par l'invasion de l'Inde défaisant la grande armée de l'Empire moghol de Mohammad Shâh à la bataille de Karnal le 24 février 1739.
Le 20 mars 1739, Nader Chah prend la ville de Delhi qu'il fait piller et ordonne le massacre de trente mille de ses habitants. Il retourne ensuite en Perse au début de mai 1739 avec d'immenses trésors, dont le trône du Paon, qui sert ensuite de symbole de la force impériale persane, quelque mille femmes indiennes (hindoues et musulmanes), un grand nombre de garçons comme esclaves et des milliers d'éléphants, de chevaux et de chameaux chargés avec le butin que ses hommes ont rassemblé et le diamant de Koh-i Nor. Un autre diamant disparaît, le Grand Mogol à l'occasion du pillage de Delhi. Cependant, celui-ci n'ayant jamais réapparu par la suite, il n'est pas certain que Nader Chah soit le responsable du vol. La légende voudrait que des démons aient emporté le diamant. Les richesses saisies en Inde sont si importantes que Nader Chah arrête la perception des impôts en Iran pendant les trois années suivantes.
En 1741, après l'échec d'une tentative d'assassinat contre lui, Nader Chah suspecte son fils aîné, Reza Quli Mirza (en), d'en être responsable et lui fait crever les yeux.
La fin de son règne est marquée par une nouvelle guerre ottomano-persane (1743-1746) (en). Nader Chah échoue à prendre Bagdad mais, par le traité de Kordan (en) (1746), obtient que les Ottomans renoncent à soutenir les prétendants au trône de Perse, échangent leurs prisonniers et accordent le libre passage aux Persans pour le pèlerinage de La Mecque.
Il est assassiné en 1747 et son neveu Ali lui succède sous le nom d'Adel Chah. Mais l'empire conquis par Nader Chah s'effondre peu après. En effet en 1747, Ahmad Khan, jeune commandant afghan de Nader Chah, récupère le territoire sous son règne et prend le nom d'Ahmad Chah, fondant la dynastie Durrani qui règne sur l'Afghanistan et une partie de l’Iran actuel jusqu'en 1826.

## Dans la culture populaire
Nader Chah peut être choisi comme dirigeant de la Perse dans le jeu vidéo Civilization VI (disponible via un DLC sorti le 15 décembre 2022).